# Бакотський монастир
Бакотський Михайлівський печерний монастир — колишній скельний монастир, розташований на березі Дністра — на території Національного природного парку «Подільські Товтри», у Кам'янець-Подільському районі Хмельницької області.

## Розташування

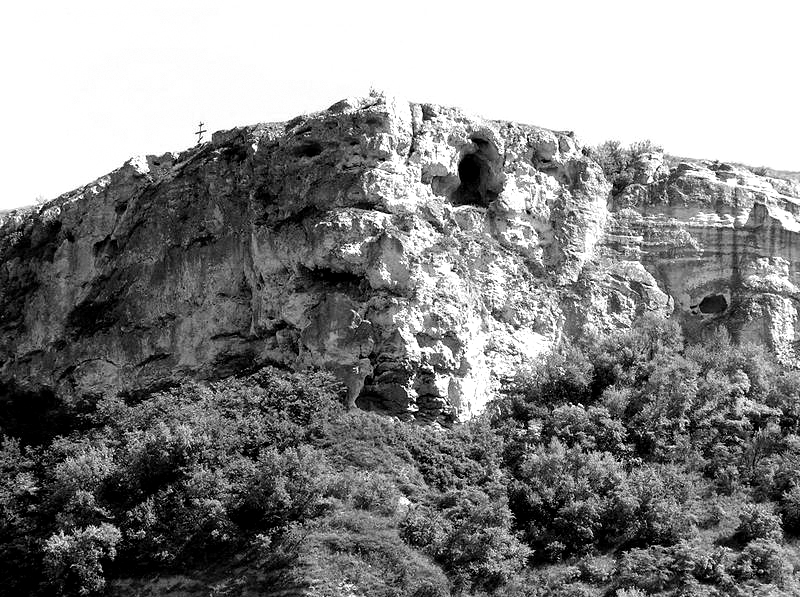
Бакотський монастир

Бакотський монастир

Бакота у перекладі з давньоруської мови означає бажане, прекрасне місце. Розташоване воно на березі Дністра — на території Національного природного парку «Подільські Товтри». Бакота — стародавня столиця «Русі Дольної» — так називали у XIII—XIV ст. територію між Дністром і Південним Бугом, яка у XIII ст. входила до складу Галицько-Волинського князівства. Галицько-Волинський літопис відзначає, що в епоху Київської Русі Бакота була важливим торговим портом на Дністрі.
Неподалік Бакоти над Дністром височить Біла гора, де ще у XII—XIII ст. на місці язичницького капища виник найдавніший печерний монастир Подільської землі — це і є Бакотський скельний монастир. Узвишшя «Біла гора» утворене твердими силурійськими вапняками, в яких Дністер прорізав каньйон глибиною до 120 м.

## Історія досліджень
Корені цієї святині сягають далеких дохристиянських часів на цій землі. Ця територія як язичницьке місце покоління слугувало бакотянам ще в II тис. до н. е. Підтвердженням цьому є знайдені кам'яні статуї, стопа людини на камені та язичницькі капища, що розташовані в околицях монастиря. Три печери, в яких пізніше був монастир, також дохристиянського часу.
Як обитель монахів ці печери стали монастирем майже тисячоліття тому, про що свідчить старослов'янський напис XI століття на одній зі стін, що зберігся й донині. Відомості про це місце є дуже скупими. Припускають, що найбільш потужна діяльність монастиря як духовного центру краю припадає на XI—XIV століття, коли поруч в долині розташовувалося місто Бакота. Його подальша доля є трагічною. Після бурхливих подій 1431—1434 років у Бакоті це місце монахами залишене, але справжні відомості тих часів невідомі. Донині не з'ясовано, що саме тут відбувалося після залишення монахами печер. Через деякий період сильний землетрус 1620 року, обрушивши скелю над монастирем, де жили монахи, поховав під собою й печери нижньої. Лиш назва урочища та легенди і перекази про цю місцину передавались бакотянам з покоління в покоління.
Уперше досліджувати Бакотський монастир почав у 1884 році відомий археолог, професор Київського університету Володимир Антонович. Тут було відкрито курганне жіноче поховання і печеру в глибині гори. Експедиція В. Б. Антоновича виявила на вершині Білої гори підземний хід, який заглиблювався в скелю, як гвинтові сходи. На дні ходу було виявлено дві невеликі келії. Скельний печерний монастир був зруйнований, очевидно, під час татарської навали, а пізніше повністю похований під великим обвалом, який зійшов з верхньої частини схилу гори. Частина скельного монастиря з Михайлівською церквою збереглися на південно-західному схилі Білої гори. Бакотський печерний скельний монастир проіснував до 1430-х років, коли остаточно був поруйнований. Занепад монастиря дослідники пов'язують з подіями польсько-литовської війни за Поділля 1431—1434 років.
Сучасний майданчик монастиря має розмір 40×10 м; печери заглиблені в товщу гори ще на 7-9 м; загальна площа пам'ятки близько 760 м². Основні споруди монастиря складаються з трьох печер (на плані № 1 — 3) та ніші (№ 4), розміщених у два яруси. На першому ярусі розташована печера № 1, а решта споруд розміщені на другому ярусі, на висоті 4-4,5 м над першим ярусом. В давнину перший і другий яруси було об'єднано двоповерховою дерев'яною прибудовою. В скельній підлозі печер вирубано 19 гробниць.
Старовинний напис на стіні вказує посвяту монастиря архангелу Михаїлу і називає ім'я засновника і першого ігумена — Григорій.
Бакотський Михайлівський монастир функціонував протягом 300 років з середини XII до середини XV ст. Це найбільший і найкраще збережений серед усіх печерних монастирів Подністров'я, яких нараховують до двадцяти. Бакотський монастир — найдавніша пам'ятка культових підземних споруд і поширення православ'я на Поділлі.

## Критика
Станом на 2019 рік екскурсоводи розповідають, що монастир — це «місце сили», і до нього роблять паломництво екстрасенси з усього світу. Для підтвердження містичних особливостей печери просять когось з аудиторії стати під купол, в якому є металевий стержень, який начебто витягує з людини всі хвороби, одночасно з цим просять людей з першого ряду знімати відео зі спалахом. На екранах телефонів, що знімають, справді стає видно, що з'являється дивне мерехтіння, схоже на слабенькі спалахи, очима поза телефоном цього не видно, і у багатьох людей складається враження про існування чогось містичного.
На справді ж у куполі вбитий звичайний гак для підвішування чогось подібного до люстри, і він не грає тут ніякої ролі. Дивний ефект мерехтіння створює звичайний пил, який підсвічується спалахом телефона перед самим об'єктивом, і якщо зазирнути по той бік екрана, обман стає очевидним. Без спалаху цей ефект не спостерігається.